# Валтер Асеведо
Валтер Анибал Асеведо (на испански: Walter Aníbal Acevedo) е аржентински футболист, който се състезава за „Ривър Плейт“ в Примера дивисион на Аржентина. Играл е за отборите на „Сан Лоренсо“, „Металист“ (Харков) и „Индепендиенте“, преди да се присъедини към отбора на Анхел Капа през 2010 г.